# زينة (برنامج)
زينة برنامج كانت تعرضه قناة الجزيرة وتقدمه روزي عبده. توقف بثه عام 2006.
يعتبر برنامج زينة من البرامج الشهيرة المعنية بالموضة والتصميم في القنوات العربية، وكان يحظى بنسبة مشاهدة عالية قبل أن تقرر إدارة الجزيرة إيقافه لأسباب لم تعلن عنها القناة.
لم يكن برنامج زينة مجرد برنامج يهتم بالموضة فقط، فرغم إفراده حيزا كبيرا لهذا المجال في سنواته الأولى، إلا ان البرنامج تحول لاحقا إلى نافذة يطل من خلالها مشاهدو الجزيرة على ابداعات المصممين والفنانين العرب والاجانب، كما تناول البرنامج الأماكن الأثرية والعمارة عارضا المباني التقليدية وغير التقليدية سواء في الأسواق أو غيرها. وكذلك الحال مع بعض الآلات والمعدات، كل ذلك عبر تقارير قصصية إخبارة تظهر مراحل تطور السلع والمعدات في قالب جمالي يهتم بالصورة والنص المصاحب.
أوقف البرنامج في العام 2006 لكن نشاط ومقدمته روزي عبده لم يتوقف حيث انها تنشط في إنتاج بعض البرامج وستطل على عشاقها وجمهورها العريض قريبا جدا.